# Lijst van voetbalinterlands Irak - Thailand
Deze lijst van voetbalinterlands is een overzicht van alle officiële voetbalwedstrijden tussen de nationale teams van Irak en Thailand. De landen hebben tot op heden achttien keer tegen elkaar gespeeld. De eerste ontmoeting, een groepswedstrijd tijdens de Azië Cup 1972, werd gespeeld in Bangkok op 11 mei 1972. Het laatste duel, een vriendschappelijke wedstrijd, vond plaats op 10 september 2023 in Chiang Mai.

## Wedstrijden
| №  | Plaats       | Datum             | Competitie             | Wedstrijd       | Uitslag |
| -- | ------------ | ----------------- | ---------------------- | --------------- | ------- |
| 1  | Bangkok      | 11 mei 1972       | Azië Cup 1972          | Thailand − Irak | 1 − 1   |
| 2  | Kuala Lumpur | 17 juli 1977      | Vriendschappelijk      | Thailand − Irak | 0 − 5   |
| 3  | Kuala Lumpur | 21 juli 1978      | Vriendschappelijk      | Thailand − Irak | 0 − 1   |
| 4  | Kuala Lumpur | 10 september 1981 | Vriendschappelijk      | Thailand − Irak | 1 − 7   |
| 5  | Daegu        | 27 september 1986 | Aziatische Spelen 1986 | Thailand − Irak | 1 − 2   |
| 6  | Calcutta     | 14 maart 1995     | Vriendschappelijk      | Irak − Thailand | 3 − 1   |
| 7  | Dubai        | 11 december 1996  | Azië Cup 1996          | Irak − Thailand | 4 − 1   |
| 8  | Sidon        | 12 oktober 2000   | Azië Cup 2000          | Irak − Thailand | 2 − 0   |
| 9  | Bagdad       | 17 augustus 2001  | WK 2002 kwalificatie   | Irak − Thailand | 4 − 0   |
| 10 | Bangkok      | 22 september 2001 | WK 2002 kwalificatie   | Thailand − Irak | 1 − 1   |
| 11 | Ayutthaya    | 16 februari 2006  | Vriendschappelijk      | Thailand − Irak | 4 − 3   |
| 12 | Bangkok      | 7 juli 2007       | Azië Cup 2007          | Thailand − Irak | 1 − 1   |
| 13 | Bangkok      | 25 mei 2008       | Vriendschappelijk      | Thailand − Irak | 2 − 1   |
| 14 | Bangkok      | 8 september 2015  | WK 2018 kwalificatie   | Thailand − Irak | 2 − 2   |
| 15 | Teheran      | 24 maart 2016     | WK 2018 kwalificatie   | Irak − Thailand | 2 − 2   |
| 16 | Teheran      | 11 oktober 2016   | WK 2018 kwalificatie   | Irak − Thailand | 4 − 0   |
| 17 | Bangkok      | 31 augustus 2017  | WK 2018 kwalificatie   | Thailand − Irak | 1 − 2   |
| 18 | Chiang Mai   | 10 september 2023 | Vriendschappelijk      | Thailand − Irak | 2 − 2   |

## Samenvatting
| Competitie        | Totaal gespeeld | Winst Irak | Gelijk | Winst Thailand | Doelsaldo Irak – Thailand |
| ----------------- | --------------- | ---------- | ------ | -------------- | ------------------------- |
| WK-kwalificatie   | 6               | 3          | 3      | 0              | 15 − 6                    |
| Azië Cup          | 4               | 2          | 2      | 0              | 8 − 3                     |
| Aziatische Spelen | 1               | 1          | 0      | 0              | 2 − 1                     |
| Vriendschappelijk | 7               | 4          | 1      | 2              | 22 − 10                   |
| Totaal            | 18              | 10         | 6      | 2              | 47 − 20                   |

## Details

### Zestiende ontmoeting
| WK 2018 kwalificatie (Teheran, Iran, 11 oktober 2016):                                                 |       |          |
| Irak                                                                                                   | 4 – 0 | Thailand |
| Mohannad Abdul-Raheem 7' Mohannad Abdul-Raheem 24' Mohannad Abdul-Raheem 87' Mohannad Abdul-Raheem 90' | goals |          |

IFA · A-internationals · Statistieken · Iraaks vrouwenelftal · Irak U21 · Irak U20 · Irak U19 · Irak U18 · Irak U17
1950 – 1969 ·
1970 – 1979 ·
1980 – 1989 ·
1990 – 1999 ·
2000 – 2009 ·
2010 – 2019 ·
2020 − 2029
Afghanistan ·
Algerije ·
Argentinië ·
Australië ·
Azerbeidzjan ·
Bahrein ·
België ·
Bolivia ·
Botswana ·
Brazilië ·
Cambodja ·
Chili ·
China ·
Colombia ·
Congo-Kinshasa ·
Cyprus ·
DDR ·
Ecuador ·
Egypte ·
Estland ·
Filipijnen ·
Finland ·
Ghana ·
Guinee ·
Hongkong ·
India ·
Indonesië ·
Iran ·
Japan ·
Jemen ·
Jordanië ·
Kazachstan ·
Kenia ·
Kirgizië ·
Koeweit ·
Libanon ·
Liberia ·
Libië ·
Macau ·
Maleisië ·
Marokko ·
Mauritanië ·
Mexico ·
Myanmar ·
Nepal ·
Nieuw-Zeeland ·
Noord-Korea ·
Oeganda ·
Oezbekistan ·
Oman ·
Pakistan ·
Palestina ·
Paraguay ·
Peru ·
Polen ·
Qatar ·
Roemenië ·
Rusland ·
Saoedi-Arabië · 
Sierra Leone · 
Singapore ·
Soedan ·
Spanje · 
Sri Lanka ·
Syrië · 
Tadzjikistan · 
Taiwan · 
Thailand · 
Trinidad en Tobago ·
Tunesië ·
Turkije ·
Turkmenistan ·
Uruguay ·
Verenigde Arabische Emiraten ·
Vietnam ·
Zambia ·
Zuid-Afrika ·
Zuid-Jemen ·
Zuid-Korea
FAT · A-internationals · Bondscoaches · Statistieken · Thais vrouwenelftal · Thailand U21 · Thailand U20 · Thailand U19 · Thailand U18 · Thailand U17
1950 – 1959 · 
1960 – 1969 · 
1970 – 1979 · 
1980 – 1989 · 
1990 – 1999 · 
2000 – 2009 · 
2010 – 2019 ·
2020 − 2029
Asian Cup 1972 ·
Asian Cup 1992 · 
Asian Cup 1996 · 
Asian Cup 2000 · 
Asian Cup 2004 · 
Asian Cup 2007
OS 1956 · 
OS 1968
1956 · 
1957 · 
1958 · 
1959 · 
1960 · 
1961 · 
1962 · 
1963 · 
1964 · 
1965 · 
1966 · 
1967 · 
1968 · 
1969 · 
1970 · 
1971 · 
1972 · 
1973 · 
1974 · 
1975 · 
1976 · 
1977 · 
1978 · 
1979 · 
1980 · 
1981 · 
1982 · 
1983 · 
1984 · 
1985 · 
1986 · 
1987 · 
1988 · 
1989 · 
1990 · 
1991 · 
1992 · 
1993 · 
1994 · 
1995 · 
1996 · 
1997 · 
1998 · 
1999 · 
2000 · 
2001 · 
2002 · 
2003 · 
2004 · 
2005 · 
2006 · 
2007 · 
2008 · 
2009 · 
2010 · 
2011 · 
2012 · 
2013 ·
2014 ·
2015 ·
2016 ·
2017 ·
2018 ·
2019 ·
2020 ·
2021 ·
2022 ·
2023
Afghanistan ·
Australië ·
Bahrein ·
Bangladesh ·
Bhutan ·
Brazilië ·
Brunei ·
Bulgarije ·
Cambodja ·
China ·
Congo-Brazzaville ·
Denemarken ·
Duitsland ·
Egypte ·
Estland ·
Faeröer ·
Filipijnen ·
Finland ·
Gabon ·
Georgië ·
Ghana ·
Hongkong ·
India ·
Indonesië ·
Irak ·
Iran ·
Israël ·
Japan ·
Jemen ·
Jordanië ·
Kameroen · 
Kazachstan ·
Kenia ·
Kirgizië ·
Koeweit ·
Laos ·
Letland ·
Libanon ·
Liberia ·
Libië ·
Liechtenstein ·
Luxemburg ·
Macau ·
Malediven ·
Maleisië ·
Malta ·
Marokko ·
Myanmar ·
Nederland ·
Nepal ·
Nieuw-Zeeland ·
Nigeria ·
Noord-Ierland ·
Noord-Korea ·
Noorwegen ·
Oezbekistan ·
Oman ·
Oost-Timor ·
Pakistan ·
Palestina ·
Papoea-Nieuw-Guinea ·
Polen ·
Qatar ·
Saoedi-Arabië ·
Singapore ·
Slowakije ·
Sri Lanka ·
Suriname ·
Syrië ·
Taiwan ·
Tadzjikistan ·
Trinidad en Tobago ·
Turkmenistan ·
Uruguay ·
Verenigde Arabische Emiraten ·
Verenigde Staten ·
Vietnam ·
Zuid-Afrika ·
Zuid-Korea ·
Zuid-Vietnam ·
Zweden